# 1961年鐵路
此條目列出1961年發生有關鐵路運輸的事件。

## 事件

### 2月
- 2月8日：營團地下鐵荻窪線通車，來往新宿站至新中野站以及中野坂上站至中野富士見町站。

### 3月
- 3月28日：營團地下鐵日比谷線通車，來往南千住站至仲御徒町站。

### 4月
- 4月25日：大阪環狀線全線通車。
- 4月29日：聖彼得堡地鐵莫斯科－彼得格勒線通車，來往科技學院站至勝利公園站。

### 7月
- 7月10日：郊外線第一階段通車。

### 8月
- 8月28日：柏林地鐵G線通車。

### 10月
- 10月21日：莫斯科地鐵阿爾巴特-波克羅夫卡線的五一站升格成為正式車站，舊有車站（英语：Pervomayskaya (closed)）關閉。

### 11月
- 11月1日：營團地下鐵荻窪線由新中野站延長至南阿佐谷站。

### 12月
- 12月10日：伊豆急行線通車。
- 12月11日：大阪市營地下鐵4號線通車，來往大阪港站至弁天町站。